# Elogio del Horizonte
Elogio del Horizonte är ett monument i Spanien. Det är beläget i  Gijón i Asturien utmed kusten mot Kantabriska sjön, 400 km norr om huvudstaden Madrid. Elogio del Horizonte ligger 22 meter över havet.
Skulpturen är utförd i betong av den baskiske konstnären Eduardo Chillida och restes 1989.